# Lasius reginae
Lasius reginae is een mierensoort uit de onderfamilie van de schubmieren (Formicinae). De wetenschappelijke naam van de soort is voor het eerst geldig gepubliceerd in 1967 door Faber.
De soort komt alleen voor in Oostenrijk. Hij staat op de Rode Lijst van de IUCN als kwetsbaar.